# École nationale supérieure de mécanique et d'aérotechnique
L’École nationale supérieure de mécanique et d’aérotechnique (ISAE-ENSMA) est l'une des 204 écoles d'ingénieurs françaises accréditées au 1er septembre 2020 à délivrer un diplôme d'ingénieur.
Créée en 1948 à Poitiers et implantée à Chasseneuil-du-Poitou, elle est membre du Groupe ISAE formé avec l'Institut supérieur de l'aéronautique et de l'espace (ISAE), ainsi que de l'Alliance universitaire Aliénor d'Aquitaine en partenariat avec l'université de Poitiers.

## Historique

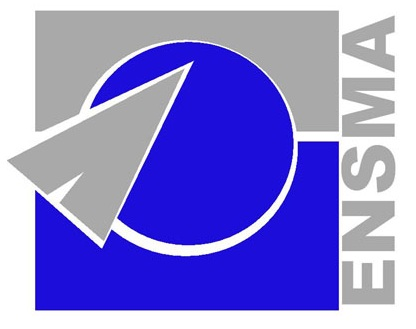
L'ancien logo.

La partie sud-ouest de l'ISAE-ENSMA. On peut y apercevoir l'entrée du foyer des élèves, le "Kaârf".

L’Institut de mécanique et d’aérotechnique de Poitiers accueille en 1946 ses premiers étudiants.
Le décret instituant les ENSI paraît en 1947, et celle de Poitiers est créée le 27 mars 1948[source insuffisante] avec son nom actuel.
En 1986, après la Loi Savary, l’ENSMA obtient le statut d’établissement public à caractère administratif rattaché à l’université de Poitiers.
Elle quitte en 1993 les locaux du centre-ville de Poitiers, qui sont actuellement utilisés par le rectorat de Poitiers et l'IAE de Poitiers, pour aller sur le Technopole du Futuroscope, qui abrite les amphithéâtres, les salles de cours, et les laboratoires de recherche (Institut Pprime et LIAS).
En 2011, l’ENSMA a adopté la marque ISAE et a pris le nom d’usage ISAE-ENSMA. En effet, l’Institut supérieur de l'aéronautique et de l'espace a pris l’initiative de décliner sa marque vers des écoles françaises respectant une charte commune de valeurs et partageant des projets collectifs de développement.
En 2017, l’ISAE-ENSMA quitte le rattachement à l'université de Poitiers et devient un établissement public à caractère scientifique, culturel et professionnel parmi les « instituts et les écoles ne faisant pas partie des universités. ». En 2018, l'école annonce une extension de ses locaux sur le site du Futuroscope et notamment la construction d'un bâtiment supplémentaire.

## Enseignement

### Diplôme d'ingénieur
L’enseignement aborde les domaines suivants : la mécanique des fluides et des structures, l’aérodynamique, l’énergie, la thermique et la propulsion, les matériaux et l’informatique industrielle.
L’admission se fait par les Concours commun des instituts nationaux polytechniques, dont 55 en filière MP, 58 en PSI, 28 en PC, 5 en PT et 2 en TSI), sur concours ATS (2) et par admission sur titre (4 DUT, 4 Licence 2 renforcée, 4 Licence 3, 3 Master 1). 
Les élèves peuvent profiter des réseaux Groupe ISAE, GEA et Polyméca. 
Après un tronc commun à tous les élèves, l'étudiant de l'ISAE-ENSMA choisira en 3e année l'une des sept options d'approfondissement : aérodynamique, thermique, énergétique, structures, matériaux avancés, informatique-données et informatique-systèmes.
L'école accueille des étudiants étrangers qui suivent la formation ingénieur et/ou des stages dans les laboratoires.
Le diplôme peut également être délivré grâce à la validation des acquis de l’expérience.

### Diplôme national de master
Outre la formation d'ingénieur, l'école propose également plusieurs diplômes nationaux de master : 
- Master international en turbulence, en partenariat avec l’ENSIP et l'École centrale de Lille ;
- Master recherche en coaccréditation avec l’Université de Poitiers, notamment master « sciences pour l'ingénieur » spécialité recherche et développement en mécanique, master « physique - matériaux », master « informatique - télécommunications ») ;
- Master en contrôle environnemental du transport aéronautique et terrestre (avec l’École nationale supérieure d'ingénieurs de Poitiers).

### Formation continue
L'ISAE-ENSMA est habilitée à organiser des épreuves pour le titre d’ingénieur diplômé par l’État.

### Recrutement
Le recrutement des élèves-ingénieurs se fait principalement sur un concours après les classes préparatoires aux grandes écoles.
La voie d’accès principale est le Concours Commun des Instituts Nationaux Polytechniques (CCINP). Une partie des étudiants sont recrutés sur titre ou intégrés dans le carde d'un double diplôme avec établissement partenaire (16 établissements partenaires en France, 14 à l'étranger). Les places en formation ingénieur sous statut étudiant (FISE) sont réparties comme suit :
|                | CCINP | CCINP | CCINP | CCINP | CCINP | CCINP | ATS | Admission sur titre | Admission sur titre | Admission sur titre | Admission sur titre |                |
| Filière        | MP    | PSI   | PC    | PT    | TSI   | MPII  | ATS | L3                  | BUT                 | L2                  | M1                  | Double diplôme |
| -------------- | ----- | ----- | ----- | ----- | ----- | ----- | --- | ------------------- | ------------------- | ------------------- | ------------------- | -------------- |
| Première année | 55    | 58    | 28    | 5     | 2     | 2     | 2   | 4                   | 4                   | 4                   | N/A                 | N/A            |
| Deuxième année | N/A   | N/A   | N/A   | N/A   | N/A   | N/A   | N/A | N/A                 | N/A                 | N/A                 | 2                   | 14             |

Parallèlement à ces voies d'accès, l'ENSMA accueille au sein de sa troisième année FISE des étudiants en échange universitaire. Ces derniers proviennent d'établissement partenaires en France et à l'étranger.

## Débouchés
Une majorité des diplômés de l’ISAE-ENSMA sont recrutés dans le domaine de l'aéronautique et du spatiale, pour l’essentiel dans les grands groupes nationaux et internationaux. Cependant, leur diplôme leur ouvre la porte d'autres industries, comme celles des transports terrestres, de l’énergie ou l’informatique industrielle.
En début de carrière, les ingénieurs ENSMA travaillent majoritairement au sein de grandes entreprises où ils ont des activités de type bureau d’études.

## Activités de recherche
En quelques chiffres, la recherche à l'ISAE-ENSMA c'est 300 permanents au sein de 2 unités de recherche :
- - Institut P' - Pôle poitevin de recherche pour l'ingénieur en mécanique, matériaux et énergétique - UPR CNRS 3346, en partenariat avec l'université de Poitiers
  - LIAS - Laboratoire d'informatique et d'automatique pour les systèmes - UR 20299 co-accréditée avec l'université de Poitiers

## Classements
L'école est classée comme suit par les principaux médias par rapport aux autres écoles d'ingénieurs françaises :
| Nom                | 2021 (Rang) | 2022 (Rang) | 2023 (Rang) | 2024 (Rang) |
| ------------------ | ----------- | ----------- | ----------- | ----------- |
| L’Étudiant         |             |             | 70 / 169    | 62 / 170    |
| Usine Nouvelle     | 63 / 130    | 54 / 134    | 119 / 131   |             |
| Daur Rankings      | 31 / 174    | 31 / 176    | 49 / 185    | 50 / 185    |
| Le Figaro Etudiant |             |             |             | 39 / 87     |

## Noms de promotions
Depuis la promotion 2020, les promotions d'élèves ingénieurs sont baptisées par leurs parrains à l'occasion de la remise des diplômes.
| Promotion | Nom de baptême   |
| --------- | ---------------- |
| 2020      | Persévérance     |
| 2021      | Adrienne Bolland |
| 2022      | Constellation    |
| 2023      | James Webb       |
| 2024      | Caroline Aigle   |

## Personnalités liées à l'établissement
- Lionel Guérin, président fondateur d'Airlinair est un ancien élève de l'école[18].
- Jacques Santrot, ancien maître assistant, maire de Poitiers de 1977 à 2008.
- Hervé Stevenin, aquanaute européen à la tête de l'unité d'entraînement aux activités extra-véhiculaires au Centre des astronautes européens, est ingénieur ENSMA promotion 1985 et parrain de la promotion 2020[19].
- Frédéric Pierucci, ancien cadre supérieur d'Alstom.
- Sabrina Soussan, Présidente Directrice Générale de SUEZ.
- Mostafa Mir-Salim, député et ancien ministre iranien.
- David Sanchez, Directeur technique d'Alpine F1 team.
- Christine Ourmières-Widener, ancienne présidente-directrice générale des compagnies Air Caraïbes et French Bee.

## Pour approfondir